# Thermohaliene circulatie

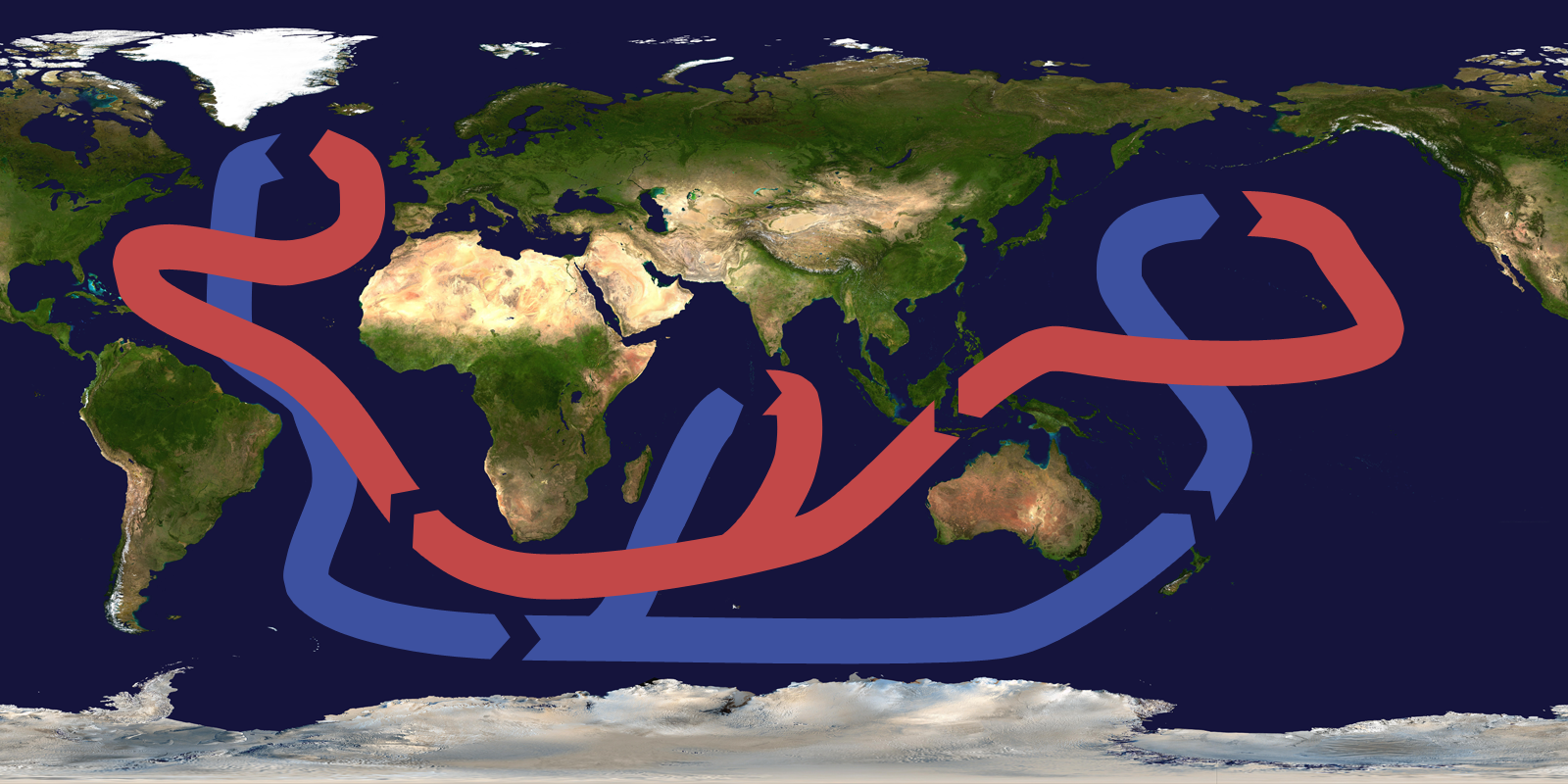
Wereldwijde circulatie: Diepwaterstroming donker, Oppervlaktestroming lichtgekleurd; Let op: de circumpolaire stroming is niet afgebeeld.

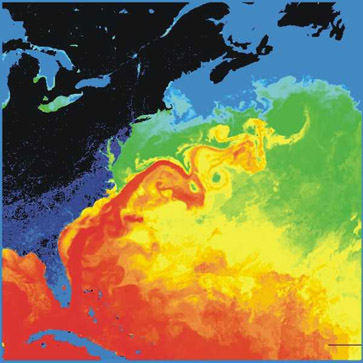
Temperatuur van het oppervlaktewater in de Noordwestelijke Atlantische Oceaan. De Golfstroom is rood, oranje en geel in deze weergave van watertemperaturen in de Atlantische Oceaan. De temperatuurweergave wordt in afnemende temperatuur door volgende kleuren weergegeven: rood, oranje, geel, groen, turkoois, blauw en purper. Zwart geeft het ontbreken van data aan en is meestal land. Bron: NASA

De thermohaliene circulatie (THC) (Engels: Meridional Overturning Circulation (MOC)) is het wereldwijde systeem van zeestromen. Omdat het fenomeen het eerst werd waargenomen in de Atlantische Oceaan, wordt dit de Noord-Atlantische Diepwaterpomp genoemd, ook het gehele systeem. Het wordt wel aangeduid als de transportband van de oceaan. Het bekendste deel van de thermohaliene circulatie is de Golfstroom.
Thermo- duidt op de temperatuur, -halien op het zoutgehalte. Deze woorden zijn afkomstig uit het Grieks: θερμός [thermós] - warm, 'αλς [háls] - zout. Beide factoren hebben invloed op de dichtheid van water, en daardoor op het stijgen en zinken van watermassa's.
Zout water is 2 à 3 procent zwaarder dan zoet water, en koud water is zwaarder dan warmer water. Het zoutere water zal naar de bodem zinken en eenmaal aangekomen naar opzij wegstromen. Hierdoor ontstaat een convectiestroming, in dit geval thermohaliene stroming genoemd. Er is bijvoorbeeld een stroming van de Golf van Mexico naar Europa, de Golfstroom genoemd. In de Golf van Mexico verdampt water waardoor de zoutconcentratie van het water stijgt. Doordat dit zoutere water zwaarder wordt, zinkt het weg. Vers minder zout water wordt aan het oceaanoppervlak aangevoerd, en doorloopt op zijn beurt hetzelfde proces. Dit continue proces veroorzaakt een stroming.
Deze stroming gaat naar Europa. Nadat het water is opgewarmd geeft het zijn warmte weer af, waardoor onder meer Europa wordt opgewarmd. Zonder het warmtetransport van deze stroming zou Europa even koud zijn als Canada op dezelfde breedtegraad. Het is al een aantal keer gebeurd dat deze stroming tot stilstand kwam. Het stilvallen van deze zogenoemde thermohaliene pomp wordt als een van de terugkoppelingseffecten beschouwd van het in gang zetten van een ijstijd. 
De thermohaliene circulatie is een wereldwijd verschijnsel en belangrijk voor het hele klimaatsysteem van de Aarde.
Door het smelten van de Groenlandse ijskap, veroorzaakt door het versterkte broeikaseffect, en door de toevloeiing daardoor van een grote hoeveelheid zoet water is het mogelijk dat deze circulatie zal worden beïnvloed.